# Nuevo Santa Clara
Nuevo Santa Clara är en ort i Mexiko.   Den ligger i kommunen Namiquipa och delstaten Chihuahua, i den nordvästra delen av landet, 1 400 km nordväst om huvudstaden Mexico City. Nuevo Santa Clara ligger 1 884 meter över havet och antalet invånare är 225.
Terrängen runt Nuevo Santa Clara är huvudsakligen en högslätt. Nuevo Santa Clara ligger nere i en dal som går i nord-sydlig riktning. Runt Nuevo Santa Clara är det mycket glesbefolkat, med 6 invånare per kvadratkilometer. Närmaste större samhälle är Santa Clara, 1,4 km väster om Nuevo Santa Clara. Omgivningarna runt Nuevo Santa Clara är i huvudsak ett öppet busklandskap.